# Long Hẹ
Long Hẹ là một xã thuộc huyện Thuận Châu, tỉnh Sơn La, Việt Nam.
Xã có diện tích 73,65 km², dân số năm 1999 là 2762 người, mật độ dân số đạt 38 người/km².